# Mont Lofty
Le mont Lofty (727 mètres) est le point culminant de la chaîne du Mont-Lofty, à l'est d'Adélaïde en Australie-Méridionale.
Le premier européen à accéder à son sommet fut Collet Barker en avril 1831, près de sept ans avant la fondation d'Adélaïde. Le mont doit son nom à Matthew Flinders lors de son tour de l'Australie en 1802.
Le sommet fut interdit au public pendant la Seconde Guerre mondiale quand l'obélisque qui surplombe le sommet fut considéré  comme un aide indispensable à la navigation. Un phare fut installé au sommet pour aider à la navigabilité la nuit. Le phare fut démonté à la fin de la guerre puis réinstallé dans les années 1990 lorsque l'obélisque fut restauré.
On peut atteindre le sommet soit par la South Eastern Freeway depuis Crafers ou par Greenhill Road depuis les faubourgs d'Adélaïde. Les plus courageux peuvent grimper à pied par le Waterfall Gully dans le parc Cleland. 
Le sommet fournit une vue panoramique sur la ville d'Adélaïde.
Près du sommet se trouvent la tour de télévision pour Adélaïde et une tour de guet pour les feux de forêt.

## Sport
En 2023 et 2024, une arrivée d'étape de la course cycliste du Tour Down Under se situe au sommet du mont Lofty.